# Santa Maria della Purificazione ai Monti
Santa Maria della Purificazione ai Monti var en kyrkobyggnad i Rom, helgad åt Jungfru Maria. Kyrkan var belägen vid Via delle Sette Sale i Rione Monti. ”Purificazione” (italienska ’rening’) anger att kyrkan var invigd åt Jungfru Marie kyrkogång. ”Candelora” är italienskans ord för Kyndelsmässodagen.

## Historia
I slutet av 1500-talet lät adelsmannen Mario Ferri Orsini uppföra en kyrka åt Monache della Purificazione och den konsekrerades år 1600. År 1643 uppfördes en klosterbyggnad för Monache della Concezione på bekostnad av adelsdamen Felice Zacchia Rondanini (1593–1667). Nunnorna residerade här till år 1809, då Napoleons trupper konfiskerade byggnaden. Nunnorna flyttade då till nya lokaler vid kyrkan Santa Maria della Purificazione vid Via Merulana. Denna kyrka revs i sin tur år 1886.
Santa Maria della Purificazione ai Monti dekonsekrerades och kom framåt mitten av 1900-talet att byggas om till refektorium, medan dess sakristia blev ett oratorium. De övriga lokalerna blev säte för det teologiska seminariet Collegio di San Vittore.
Det som återstår av kyrkan är fasaden från 1600-talet; det krönande triangulära pedimentet har dock avlägsnats. Nedervåningens sex joniska pilastrar har kapitäl dekorerade med kerubhuvuden och girlanger.

## Kommunikationer
- Tunnelbanestation – Roms tunnelbana, linje  Cavour
- Busshållplats Cavour – Roms bussnät, linje 75 nMB